# Thyasira pygmaea
Thyasira pygmaea är en musselart som beskrevs av Addison Emery Verrill och Katharine Jeanette Bush 1898. I den svenska databasen Dyntaxa används istället namnet Mendicula pygmaea. Enligt Catalogue of Life ingår Thyasira pygmaea i släktet Thyasira och familjen Thyasiridae, men enligt Dyntaxa är tillhörigheten istället släktet Mendicula och familjen Thyasiridae. Arten har ej påträffats i Sverige. Inga underarter finns listade i Catalogue of Life.